# Fanny Stollár
Fanny Stollár (født 12. november 1998 i Budapest, Ungarn) er en professionel tennisspiller fra Ungarn.